# Kristian Egholm
Kristian Egholm (født 16. marts 2004 i Holbæk) er en cykelrytter fra Danmark, der kører for Lidl-Trek Future Racing

## Karriere
Egholm begyndte at cykle hos Holbæk Cykelsport. Efter han havde vundet flere guldmedaljer i børnerækkerne, skiftede han fra starten af 2021 til talentholdet Team NPV-Carl Ras Roskilde Junior.
Ved DM i landevejscykling 2021 endte han på tredjepladsen ved juniorenes enkeltstart. Året efter byttede han bronze ud med guld, og blev en suveræn dansk juniormester i enkeltstart.
Da juniortiden i Roskilde efter 2022-sæsonen var forbi, skrev Kristian Egholm sin første seniorkontrakt. Det blev med kontinentalholdet Restaurant Suri-Carl Ras, hvor storebror Jakob også havde skrevet kontrakt, og faren Henrik var teammanager.

## Meritter
2021
3. plads ved DM i enkeltstart for juniorer
2022
1.  Dansk juniormester i enkeltstart
2024
Vinder af 1. etape ved Orlen Nations Grand Prix

## Privat
Kristian Egholm er født og opvokset i Holbæk. Faren er Henrik Egholm som er teammanager for cykelholdet Airtox-Carl Ras, og storebror er cykelrytter Jakob Egholm.